# 從右至左書寫

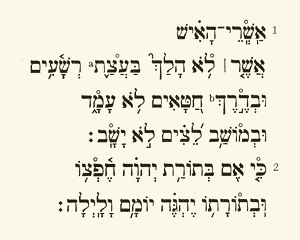
希伯来语仍然使用從右至左的書寫方向从右到左、从上到下

從右至左書寫（通常缩写为RTL、 RL-TB或R2L），书写从页面右侧开始向左，从上到下进行逐行書寫。使用希伯來字母的希伯来语和使用阿拉伯-波斯字母的阿拉伯语、波斯语、乌尔都语、克什米尔语、普什图语、维吾尔语、索拉尼库尔德语和信德语是现代广泛使用的從右至左書寫的文字系统。而馬來語不常使用的爪夷文因屬於阿拉伯-波斯字母，故也從右到左書寫。

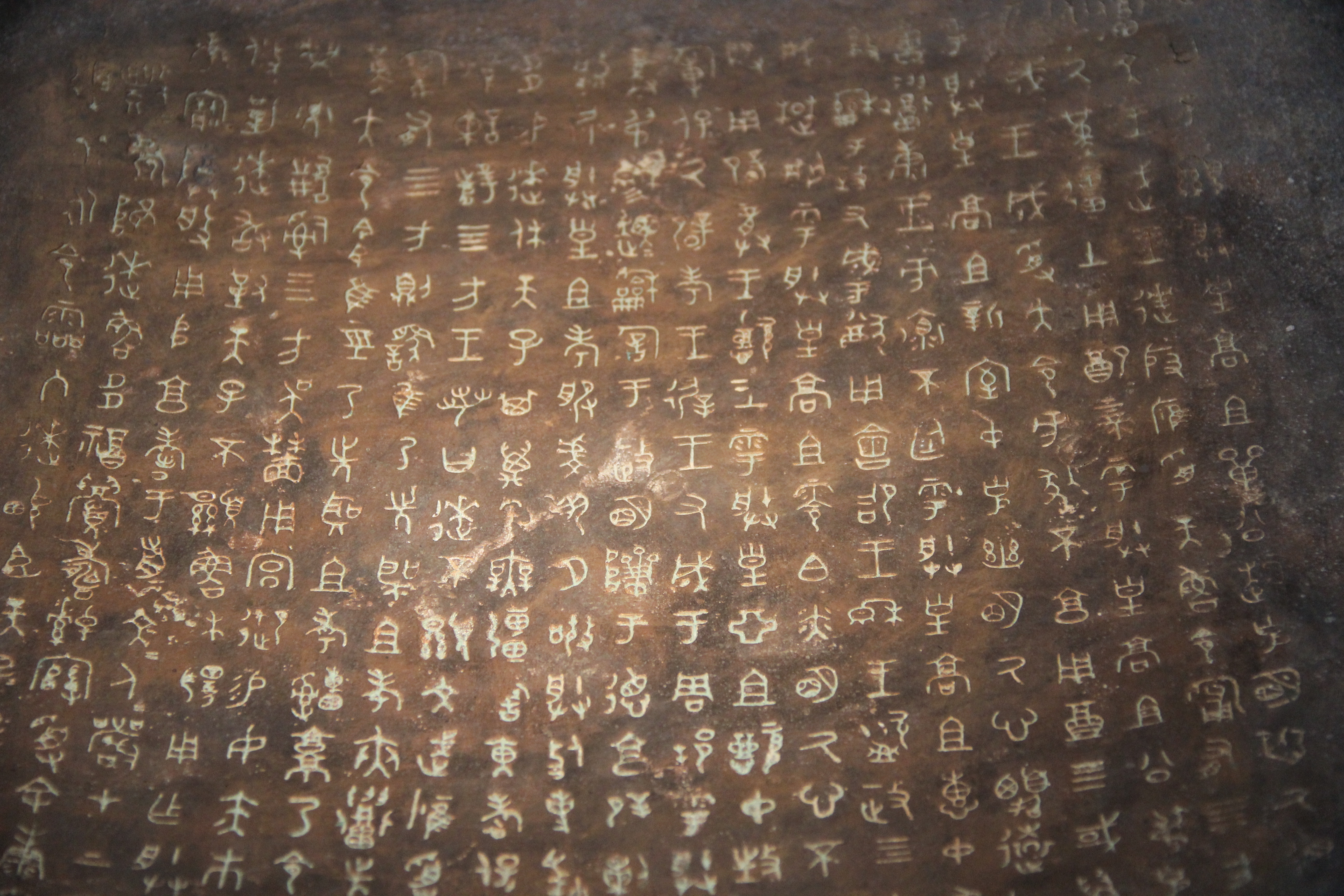
在古代，汉字採用直書從右至左的書寫从上到下，从右到左方式

从右到左書寫也可以指直行從右至左的書寫方式，例如中文、日文和韩文，尽管在现代它们也常用從左至右的書寫方向。使用這兩種類型的文字書寫的書籍均使用书脊位于右侧，页面从右到左编排的排版方式。
這種書寫方式區別於現代常見的從頁面的左側開始並繼續向右書寫的書寫系統。
阿拉伯文字大部分但不完全是从右到左書寫的；数学表达式、数字日期和数字单位仍使用从左到右的書寫方式。

## 用途
希伯来语、阿拉伯语和波斯语是现代最广泛使用的從右到左書寫的书写系统。 随着阿拉伯文字的使用传播，用于书写阿拉伯语的28个字符的字符集得到了擴充，以适应许多其他语言的发音，例如克什米尔语、普什图语等。虽然希伯来字母用于书写希伯来语，但它也用于书写其他犹太语言，例如意第绪语和犹太西班牙语。
叙利亚文和曼达文（Mandaic）文字源自阿拉姆文，采用從右到左的书写方式。撒玛利亚语与之类似，但其由原始希伯来语而非阿拉姆语发展而来。许多其他源自阿拉姆语的古代和历史文字继承了其从右到左的方向。
多种语言同时具有基於阿拉伯文字的從右到左和非基於阿拉伯文字的從左到右的书写系统。例如，信德语通常用阿拉伯文字和梵文文字书写，同時还使用了许多其他文字。库尔德语可以用阿拉伯文字或拉丁文字书写。
它拿文字出现于公元 1600 年左右。大多数现代文字都是從左到右書寫，但西非書面文字（1949年）、門德基卡庫文 (19 世纪）、阿德拉姆文字（20世紀80年代）和哈乃斐羅興亞文字（20世紀80年代）是现代创建的，属于從右到左書寫的文字。
使用腓尼基语、希腊语或古斜体等字母的古代文字可能以从左到右、从右到左或十字形的書寫方向存在。因此，並不总是可以将某些古代书写系统归类为纯粹的從右到左或从左到右書寫。

## 電腦支援
常见的電腦軟體支援从右到左、从上到下的文本。 在双向文本中，从右到左的文本可以与从左到右的文本混合。